# 29 juillet 1963
Le lundi 29 juillet 1963 est le 210e jour de l'année 1963.

## Naissances
- Alexandra Paul, actrice américaine
- Antonio Alveario, acteur italien
- Avichaï Mandelblit, Juriste israélien
- Chanoch Nissany, homme d'affaires et pilote de course automobile israélien
- Daniel Mojon, ophtalmologue suisse
- David Phillips, joueur de football britannique
- Fernando Simón, médecin espagnol
- Franz Grüter, personnalité politique suisse
- Graham Poll, arbitre de football anglais
- Ievgueni Kostitsyne, compositeur, chef d'orchestre et pianiste russe
- Jim Beglin, joueur de football irlandais
- Julie Elliott, politicien britannique
- Kenny McDowall, joueur de football britannique
- Kevin Spirtas, acteur américain
- Lyesse Laloui, ingénieur suisse
- Mohamed Larbi Zitout, ancien diplomate algérien
- Olga Borodina, artiste lyrique
- Steve Frey, joueur américain de baseball
- Yge Visser, joueur d'échecs

## Décès
- Manuel Serra (né le 9 mai 1884), personnalité politique espagnole
- Philippe Castonguay (né le 14 décembre 1913), personnalité politique canadien

## Événements
- Rejet par la France du traité de Moscou sur les essais nucléaires.